# Gesztely
Gesztely ist eine ungarische Gemeinde im Kreis Miskolc im Komitat Borsod-Abaúj-Zemplén. Zur Gemeinde gehört der östlich gelegene Ortsteil Újharangod.

## Geografische Lage
Gesztely liegt in Nordungarn, 13 Kilometer östlich des Komitatssitzes und der Kreisstadt Miskolc. Nachbargemeinden sind Hernádkak, Onga, Újcsanálos  und Hernádnémeti.

## Geschichte
Im Jahr 1913 gab es in der damaligen Großgemeinde 367 Häuser und 1761 Einwohner auf einer Fläche von 4554 Katastraljochen. Sie gehörte zu dieser Zeit zum Bezirk Szerencs im Komitat Zemplén.

## Sehenswürdigkeiten
- Reformierte Kirche
- Römisch-katholische Kirche Nagyboldogasszony, erbaut 1802 im neobarocken Stil
- Skulptur Fájdalom, erschaffen von János Lukács
- Turul-Denkmal
- Weltkriegsdenkmal